# Mummucina
Genre
Mummucina est un genre de solifuges de la famille des Mummuciidae.

## Distribution
Les espèces de ce genre se rencontrent en Amérique du Sud.

## Liste des espèces
Selon Solifuges of the World (version 1.0) :
- Mummucina colinalis Kraus, 1966
- Mummucina exlineae Mello-Leitão, 1943
- Mummucina masculina Lawrence, 1954
- Mummucina titschacki Roewer, 1934

et décrites depuis :
- Mummucina puna Reyes & Corronca, 2013
- Mummucina chaskae Cossios, 2020

L'espèce Mummucina romero a été placée dans le genre Chileotrecha par Botero-Trujillo et Iuri en 2015.

## Publication originale
- Roewer, 1934 : « Solifuga, Palpigrada. » Dr. H.G. Bronn's Klassen und Ordnungen des Thier-Reichs, wissenschaftlich dargestellt in Wort und Bild. Akademische Verlagsgesellschaft M. B. H., Leipzig. Fünfter Band: Arthropoda; IV. Abeitlung: Arachnoidea und kleinere ihnen nahegestellte Arthropodengruppen, vol. 4, p. 1-723 (texte intégral).